# Lorenzo Dalla Porta
Lorenzo Dalla Porta   (Prato, 22 de juny de 1997) és un pilot de motociclisme italià que competeix al mundial de Supersport (SSP) des del 2023. Al llarg de la seva carrera ha guanyat un Campionat del Món de Moto3 (2019), un campionat del món Júnior -FIM CEV- de Moto3 (2016) i un Campionat d'Itàlia de 125 GP (2012).

## Trajectòria internacional

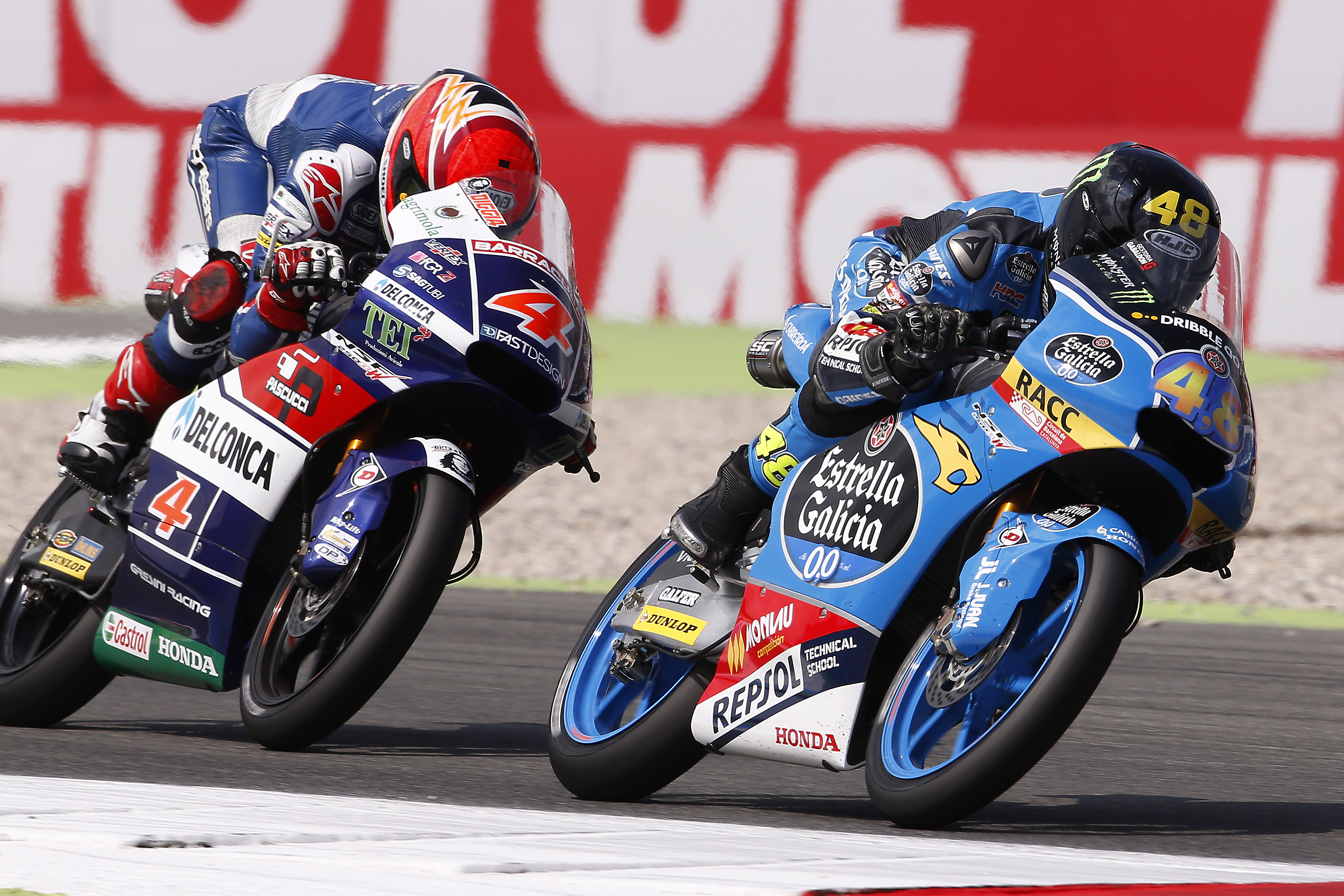
Dalla Porta (48) i Fabio Di Giannantonio al Dutch TT del 2016

Dalla Porta va debutar als Grans Premis el 2015 com a substitut d'Isaac Viñales a l'equip de fàbrica de Husqvarna Laglisse. Aquell any va obtenir punts en dues de les nou curses que va córrer del mundial de Moto3 i va acabar el campionat en el 25è lloc.
En abandonar Husqvarna el mundial de Moto3 quan tots els altres equips ja estaven complets, Dalla Porta va haver d'actuar com a pilot de substitució. El 2017 va entrar a l'equip d'Aspar, però amb les motos Mahindra va tenir un rendiment inferior i va anotar punts només en tres curses durant tota la temporada.
El 2018 va entrar a l'equip Leopard Racing, amb el qual va aconseguir la seva primera victòria en Gran Premi a San Marino. L'any següent es va proclamar campió del món de Moto3 després de la seva victòria al Gran Premi d'Austràlia, celebrat a Phillip Island.
El 2020 va entrar a l'equip Italtrans de Moto2. A partir del 2023 va córrer amb el Pertamina Mandalika SAG Team, però va plegar després de només cinc curses. Més tard, durant aquella temporada, va substituir Álex Escrig a l'equip Forward Racing als Grans Premis d'Itàlia i Alemanya.
El mateix 2023, Dalla Porta va signar amb l'equip del mundial de Supersport (SSP) Evan Bros Yamaha per a substituir-hi Andrea Mantovani a partir de la ronda de la República Txeca d'aquella temporada.

## Resultats al Mundial de motociclisme
Barem de puntuació de 1993 ençà:
| Posició | 1  | 2  | 3  | 4  | 5  | 6  | 7 | 8 | 9 | 10 | 11 | 12 | 13 | 14 | 15 |
| Punts   | 25 | 20 | 16 | 13 | 11 | 10 | 9 | 8 | 7 | 6  | 5  | 4  | 3  | 2  | 1  |

(Ids. Grans Premis | Llegenda) (Curses en negreta indiquen pole; curses en  itàlica indiquen volta ràpida)
| Any  | Categoria | Moto      | 1       | 2       | 3       | 4       | 5       | 6       | 7       | 8       | 9       | 10      | 11      | 12      | 13      | 14      | 15      | 16      | 17      | 18      | 19     | 20     | Pos | Pts |
| ---- | --------- | --------- | ------- | ------- | ------- | ------- | ------- | ------- | ------- | ------- | ------- | ------- | ------- | ------- | ------- | ------- | ------- | ------- | ------- | ------- | ------ | ------ | --- | --- |
| 2015 | Moto3     | Husqvarna | QAT     | AME     | ARG     | ESP     | FRA     | ITA     | CAT     | NED     | GER     | INP 28  | CZE 19  | GBR 8   | SM 11   | ARA 24  | JPN 24  | AUS Ret | MAL 16  | VAL 22  |        |        | 25è | 13  |
| 2016 | Moto3     | KTM       | QAT     | ARG     | AME     | ESP     | FRA     | ITA 15  | CAT     |         |         |         |         | GBR 18  | SM 17   | ARA 25  | JPN 11  | AUS 19  | MAL 16  | VAL Ret |        |        | 30è | 12  |
| 2016 | Moto3     | Honda     |         |         |         |         |         |         |         | NED 10  | GER     | AUT     | CZE     |         |         |         |         |         |         |         |        |        | 30è | 12  |
| 2017 | Moto3     | Mahindra  | QAT 23  | ARG Ret | AME 26  | ESP 19  | FRA 14  | ITA 19  | CAT 19  | NED Ret | GER 19  | CZE 19  | AUT Ret | GBR 17  | SM 15   | ARA Ret | JPN Ret | AUS 10  | MAL Ret | VAL 20  |        |        | 28è | 9   |
| 2018 | Moto3     | Honda     | QAT 3   | ARG 7   | AME 18  | ESP Ret | FRA Ret | ITA 8   | CAT 17  | NED 6   | GER 13  | CZE 10  | AUT 5   | GBR C   | SM 1    | ARA 13  | THA 2   | JPN 2   | AUS Ret | MAL 2   | VAL 18 |        | 5è  | 151 |
| 2019 | Moto3     | Honda     | QAT 2   | ARG 7   | AME 13  | ESP 8   | FRA 2   | ITA 2   | CAT Ret | NED 2   | GER 1   | CZE 2   | AUT 6   | GBR 3   | SM 8    | ARA 11  | THA 2   | JPN 1   | AUS 1   | MAL 1   | VAL 21 |        | 1r  | 279 |
| 2020 | Moto2     | Kalex     | QAT 24  | ESP 19  | ANC Ret | CZE 24  | AUT 19  | STY 17  | SM 13   | EMI 14  | CAT Ret | FRA 18  | ARA 17  | TER 18  | EUR 20  | VAL Ret | POR 17  |         |         |         |        |        | 27è | 5   |
| 2021 | Moto2     | Kalex     | QAT 18  | DOH 14  | POR 12  | ESP 16  | FRA DSQ | ITA Ret | CAT Ret | GER Ret | NED Ret | STY 12  | AUT Ret | GBR DNS | ARA Ret | SM Ret  | AME     | EMI     | ALR     | VAL     |        |        | 27è | 10  |
| 2022 | Moto2     | Kalex     | QAT Ret | INA 20  | ARG Ret | AME 16  | POR Ret | ESP 15  | FRA 12  | ITA Ret | CAT 11  | GER Ret | NED 16  | GBR 17  | AUT Ret | SM Ret  | ARA 12  | JPN 15  | THA Ret | AUS Ret | MAL 12 | VAL 14 | 22è | 21  |
| 2023 | Moto2     | Kalex     | POR 19  | ARG 23  | AME Ret | ESP 25  | FRA 21  |         |         |         |         |         |         |         |         |         |         |         |         |         |        |        | 35è | 0   |
| 2023 | Moto2     | Forward   |         |         |         |         |         | ITA 20  | GER Ret | NED     | GBR     | AUT     | CAT     | SM      | IND     | JPN     | INA     | AUS     | THA     | MAL     | QAT    | VAL    | 35è | 0   |